# マーティン・モラー・ニールセン
マーティン・モラー・ニールセン（デンマーク語: Martin Møller Nielsen、1964年8月 - ）はデンマークの起業家。自身が興した航空機リース会社、ノルディック・アビエーション・キャピタルの会長であり、ビリオネア。

## 来歴
デンマーク、レンクービング＝スケアン市、グランビェアウに住むパン職人である父と、ベーカリー経営をしていた母の間に、3兄弟の長男として生まれる。父親はグライダーが趣味であり、地元の飛行クラブに所属するほど熱心に活動していたため、幼少期には父親に連れられ飛行場を頻繁に訪れていた。しかし、ニールセン8歳の時、飛行場へ向かう途中の交通事故により父親は他界している。飛行クラブ周辺環境に友人が多く居たため、父の死後、母が代わりに息子達を積極的に飛行場へと連れて行っており、2013年に行われたメディアの取材に対し、そのことに付いて母に感謝を述べている。また、それらの影響によりニールセンはスカイダイビングを趣味として始めており、16歳でインストラクターの免許も取得している。
18歳になったニールセンは飛行機の操縦免許も取得。スカイダイビングに熱中していたニールセンは自身で縫製を行ったバックパックなどをスカイダイビング用アクセサリーとして販売しており、19歳でパラシュート用品の会社を正式に興し、この年アメリカへ渡り、アメリカのパラシュートメーカーとスカンジナビア地域としては最大となる契約を結んでいる。
21歳になった時、ニールセンは酷く草臥れた中古の軽飛行機を購入し、その中古機を自分で修理や整備した上で、地元フライングクラブへ売却したことが切っ掛けとなり、航空機売買に興味を持ち、1990年にノルディック・アビエーション・キャピタル社を設立した。設立初期はスカイダイビングの経験や用品販売で得たアメリカ富裕層へのコネクションを利用した小型航空機の販売を行っており、富裕層は航空機購入に対し躊躇することが無かったため、売り上げを順調に伸ばすことに成功した。その3年後、1993年にフランスの航空機メーカーであるランス・アビエーション・インダストリーズから30機のランス-セスナ F406 キャラバンⅡを購入し主要取引が開始されており、この売買で得た利益などを利用し、アメリカの大手リース会社などが一切重要視していなかった中小型機分野の購入販売やリースを本格的に開始しており、翌年に初めての中型機となる中古のATR 42を購入したことにより会社として大きく軌道に乗り今に至っている。
2020年時点で保有機は500機を超えており、リージョナル航空業界としては最大のリース会社となっており、業績は22年間連続して上昇している。
2019年のフォーブス格付けでは、推定資産16億万ドル（1,760億円）であり、デンマーク国内では7番目、世界では1425番目の億万長者である。

## 人物
- 航空機操縦が趣味であり、移動の際は自分で操縦する。